# شركة استحواذ ذات غرض خاص
شركة الاستحواذ ذات الأغراض الخاصة ( SPAC ؛ /spæk/ )، والمعروفة أيضًا باسم " شركة الشيكات الفارغة "، هي شركة صورية مدرجة في سوق الأوراق المالية (البورصة) بغرض الاستحواذ على (أو الاندماج مع) شركة خاصة ، وبالتالي جعل الشركة الخاصة عامة دون المرور بعملية الطرح العام الأولي ، والتي غالبًا ما تحمل أعباء إجرائية وتنظيمية كبيرة.   وفقًا لهيئة الأوراق المالية والبورصات الأمريكية (SEC) ، يتم إنشاء الشركة بهذا الشكل خصيصًا لتجميع الأموال لتمويل فرصة الاندماج أو الاستحواذ المستقبلية ضمن إطار زمني محدد؛ عادة ما يتم تحديد هذه الفرص أثناء جمع الأموال. 
في الولايات المتحدة الأمريكية ، يتم تسجيل شركات الاستحواذ ذات الأغراض الخاصة (SPACs) لدى هيئة الأوراق المالية والبورصات الأمريكية (SEC) وتعتبر شركات مساهمة عامة. ويجوز للعامة من الناس شراء أسهمهم في البورصات قبل حدوث أي اندماج أو استحواذ. ولهذا السبب، يشار إليها أحيانًا باسم " صناديق الأسهم الخاصة للفقراء".  غالبية الشركات التي تسعى إلى شراء هذا النوع من الشركات تفعل ذلك في بورصة ناسداك أو بورصة نيويورك في الولايات المتحدة الأمريكية، على الرغم من أن البورصات الأخرى، مثل بورصة يورونكست أمستردام ، وبورصة سنغافورة ، وبورصة هونج كونج ، أشرفت أيضًا على حجم صغير من صفقات هذا النوع من الشركات. 
على الرغم من الشعبية والنمو في عدد شركات الاستحواذ ذات الأغراض الخاصة، يُظهر التحليل الأكاديمي أن عوائد المستثمرين على شركات الاستحواذ ذات الأغراض الخاصة بعد الاندماج تكون سلبية بشكل موحد تقريبًا، على الرغم من أن المستثمرين في شركات الاستحواذ ذات الأغراض الخاصة والشركات المندمجة قد يكسبون عوائد زائدة مباشرة بعد الاندماج.  عادةً ما يتسارع انتشار الشركات ذات الأغراض الخاصة خلال فترات الفقاعات الاقتصادية، مثل " فقاعة كل شيء " بين عامي 2020 و2021